# Euphyia fervidata
Euphyia fervidata là một loài bướm đêm trong họ Geometridae.